# Sven Thomas Frank
Sven Thomas Frank (* 1943 in Plauen, Pseudonym Alexander Epstein) ist ein deutscher Journalist und gilt als einer der führenden Köpfe und Begründer einer Neuen Rechten in den 1970er Jahren.

## Leben
In den 1950er Jahren siedelte Sven Thomas Frank mit seinen Eltern aus der DDR in den Westen über. Er begann in Erlangen sein Studium der Politikwissenschaft und Geistesgeschichte und war ein Schüler und Mitarbeiter von Hans-Joachim Schoeps.  1964 wechselte er nach Berlin an die Freie Universität, wo er als Doktorand an seiner Dissertation „Erik Reger und Der Tagesspiegel 1945 bis 1954“ arbeitete. Er betreute unter anderem 1969 die Redaktionskorrespondenz der von Schoeps herausgegebenen Zeitschrift für Religions- und Geistesgeschichte (ZRGG). Bis heute ist Frank Mitglied in der von Schoeps gegründeten Gesellschaft für Geistesgeschichte.

## Politisches Wirken
Nach seinem Wechsel von Erlangen nach Berlin gründete Frank Ende 1964 die Initiative der Jugend (IDJ), welche für eine offensiv antisowjetische Ostpolitik der Bundesregierung eintrat und unter dem Slogan „Deutsche Neutralität – Einheit und Freiheit für die Nation“ Mitglieder warb. Die studentischen Mitglieder der IDJ wirkten im Hochschularbeitskreis Unteilbares Deutschland (HUD) mit. Anfang 1969 fusionierte der IDJ mit der im Jahr zuvor gegründeten Außerparlamentarischen Mitarbeit (APM), die zunächst als Jugendgruppe des von Westberliner SPD- und CDU-Politikern initiierten und gegen die APO gerichteten Demokratischen Clubs fungierte. Unter der Führung von Frank, der zum „Chefideologen der Nationalrevolutionäre“ avancierte, radikalisierte sich der APM, so dass es Ende 1970 zum Bruch mit dem Demokratischen Club kam. Die APM wurde Anfang der 1970er Jahre zu einem wichtigen Organisationszentrum der sich formierenden Neuen Rechten in Deutschland.
Frank wurde zudem Mitglied im rechtsextremen Ostpolitischen Deutschen Studentenverband (ODS), welcher die Studentenzeitschrift actio herausgab. Er war dort 1970 unter anderem mit Henning Eichberg im Redaktionskollektiv tätig.
Unter der Bezeichnung Nationalrevolutionäre Jugend Berlins initiierte Frank 1970 einen zeitweiligen Zusammenschluss von APM, ODS und dem Bund Heimattreuer Jugend (BHJ), welcher SPD-Veranstaltungen zu sprengen versuchte.
1970 und 1971 schrieb Frank unter seinem Klarnamen und unter dem Pseudonym Alexander Epstein verschiedene Artikel in der vom Bund Nationaler Studenten 1964 gegründeten Zeitschrift Junges Forum, die sich in Deutschland als erstes eigenständiges Theorieorgan der Neuen Rechten etablierte, so etwa in der Ausgabe 6 (1971) einen Aufsatz „Zur Strategie und Taktik des nationalrevolutionären Kampfes“.
1972 schlossen sich Frank und seine APM der Aktion Neue Rechte an (ANR). Während des Zerfalls der ANR überführte Frank im August 1974 die APM in die von Eichberg geführte Organisation Sache des Volkes/Nationalrevolutionäre Aufbauorganisation (SdV/NRAO). Neben Eichberg war er dort einer der führenden Köpfe und in den 1980er Jahren Redaktionsmitglied der Zeitschrift Neue Zeit, dem Zentralblatt des SdV.
Zu den Bundestagswahlen 1990 kandidierte Frank für die Partei Die Republikaner und wurde deren Berliner Landesgeschäftsführer. Zu den Bundestagswahlen 1998 war Frank Spitzenkandidat für Die Republikaner in Berlin und trat als Direktkandidat für den Wahlkreis Steglitz/Zehlendorf an.
Von 1990 bis 1992 war Frank Redaktionsmitglied der Jungen Freiheit. Er ist außerdem seit 1990 Gesellschafter der Junge Freiheit Verlag GmbH und seit 1995 mit acht Prozent Anteil Gesellschafter der Junge Freiheit Verwaltungs- und Beteiligungsgesellschaft mbH in Potsdam und damit Mitherausgeber der Wochenzeitung.

## Veröffentlichungen
- 13. August 1961: Vorgeschichte, politisch-diplomatischer Verlauf und Lehren für die Gegenwart. Junges Forum Nr. 3/4 1970